# St. Johannis (Malbork)

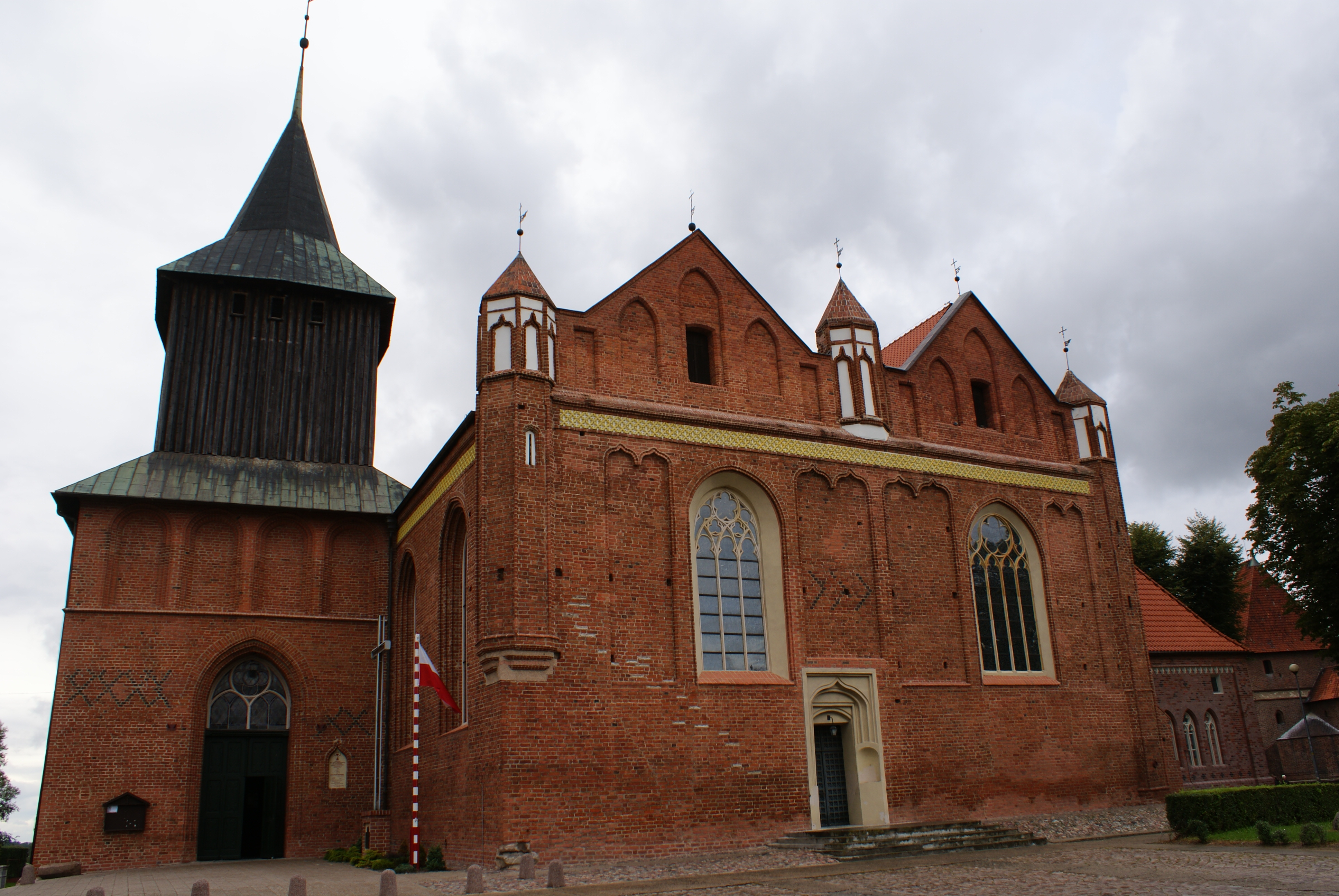
Malbork, Kirche St. Johannis

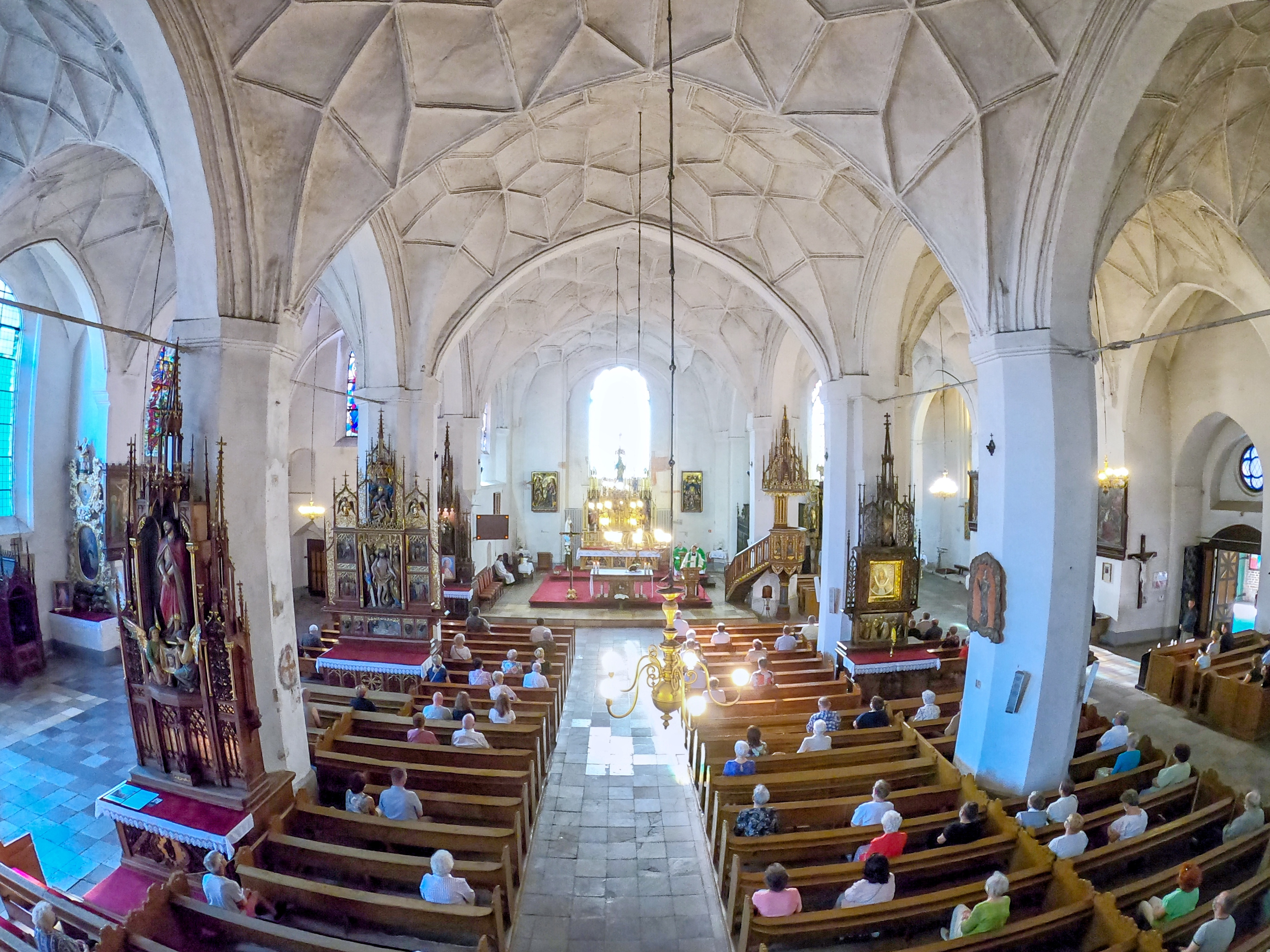
Innenansicht

Die römisch-katholische Kirche St. Johannis (polnisch Kościół św. Jana Chrzciciela) in Malbork (deutsch Marienburg) in der polnischen Woiwodschaft Pommern ist eine Hallenkirche, deren Geschichte bis in das Jahr 1276 zurückreicht.

## Geschichte
Anlässlich der Verleihung der kulmischen Handfeste an die Stadt Marienburg 1276 erfolgte die Nennung des Pfarrers Gerardus. Bei der Belagerung von Stadt und Burg wurde die Kirche 1457 zerstört und bis zum Ende des 15. Jahrhunderts teilweise wiederaufgebaut. Nur die zur Stadt gewandte Ostseite erhielt eine aufwändige Gliederung mit Kielbogenblenden sowie Eck- und Mitteltürmchen. Laut Inschrift wurde die Glocke 1502 gegossen. Die Gewölbe wurden im ersten Drittel des 16. Jahrhunderts eingezogen, wobei das Gebäude jedoch unvollendet blieb. 
Mit der Reformation in Polnisch-Preußen wurde die Kirche evangelisch. Sie gehörte zuletzt zum Kirchenkreis Marienburg in der Kirchenprovinz Westpreußen der Evangelischen Kirche der altpreußischen Union (APU). 1668 zerstörte ein Brand das westliche Joch, und 1945 fielen das Dach sowie Teile des hölzernen Turmaufsatzes und der Gewölbe Kriegszerstörungen zum Opfer. Die Wiederherstellung der Kirche wurde bis 1955 abgeschlossen. 
Seit 1945 ist die Kirche römisch-katholisch.

## Architektur
St. Johannis ist eine gewölbte Hallenkirche mit einem zweischiffigen Rechteckchor, Seitenkapellen und einem Südturm. Der Grundriss zeigt eine leichte Verzerrung, und jedes Schiff ist mit einem eigenen Satteldach gedeckt. Feldstein wurde für die Fundamente verwendet und Backstein im gotischen Verband für das aufgehende Mauerwerk. Die Fenster sind breit, fast rundbogig und profiliert, während ein eingefasstes Putzband den Horizontalabschluss bildet. Der zweijochige und zweischiffige gewölbte Hallenchor besitzt einen geraden Chorschluss, der im Grundriss leicht verzogen ist. Die Ostseite ist durch breite, spitzbogige und profilierte Fenster geprägt, die von Blenden flankiert werden. Diese Blenden schließen mit gekuppelten Kielbögen. An den Ecken der Ostseite befinden sich polygonale Treppentürmchen mit profilierten Kanten, die durch ein Geschoss mit kielbogigen Blenden bekrönt sind. Die Sakristei befand sich ursprünglich an der Nordseite des Chors, wurde jedoch später abgebrochen. Von dem an der Grenze von Chor und Langhaus erbauten Südturm wurden nur das Erdgeschoss und der Ansatz des ersten Obergeschosses vollendet. Die Turmportale im Westen und Osten sind gestuft, und im ersten Obergeschoss befinden sich Ansätze von je vier reich profilierten Blenden auf jeder freien Seite.